# Razão de Viver
Razão de Viver é uma telenovela brasileira produzida e exibida pelo SBT entre 25 de julho e 20 de setembro de 1983, em 50 capítulos, às 19h, substituindo Pecado de Amor e sendo substituída por O Anjo Maldito. Baseada na mexicana La razón de vivir, de Marissa Garrido, foi escrita por Waldir Wey com direção de Waldemar de Moraes. Não tem relação alguma com Razão de Viver (1996), também do SBT, tendo apenas o mesmo título, mas não a mesma história.
Conta com Kate Hansen, Mário Cardoso, Umberto Magnani, Isadora de Faria, Aldine Müller, Tetê Pritzl, Sonia Guedes de Cláudia Mello nos papéis principais.

## Enredo
Olívia é uma atriz de teatro batalhadora que no passado foi abandonada pelo marido Bruno com a filha de 8 anos doente, Ester. Após 10 anos, Bruno retorna querendo contato com a filha, que continua sua batalha contra a leucemia, mesmo contra a vontade da atual mulher dele, Mercedes, que tenta destruir os laços de pai e filha. Paralelamente Olívia redescobre o amor com o pianista Jonas, mas Rita também o deseja e se une com Mercedes contra a atriz. Ainda as confusões de Jandira para desencalhar.

## Elenco
| Ator/Atriz          | Personagem            |
| ------------------- | --------------------- |
| Kate Hansen         | Olívia Rinaldi        |
| Mário Cardoso       | Jonas Pamplona        |
| Umberto Magnani     | Bruno Tognani         |
| Isadora de Faria    | Mercedes Tognani      |
| Aldine Müller       | Rita                  |
| Tetê Pritzl         | Ester Rinaldi Tognani |
| Sonia Guedes        | Zezé Rinaldi          |
| Cláudia Mello       | Jandira               |
| Roberto Azevêdo     | Lauro                 |
| Riva Nimitz         | Cláudia               |
| Renato Master       | William               |
| Eugênia de Domênico | Patrícia              |
| Henrique César      | Lindolfo              |
| Tereza Teller       | Santa                 |
| Fábio Mássimo       | Antônio               |
| Níveo Diegues       | Jordão                |
| Luciano Nassyn      | Bené                  |

### Participações especiais
| Ator/Atriz         | Personagem      |
| ------------------ | --------------- |
| Valéria de Andrade | Ester (criança) |

## Reprises
Foi reprisada na faixa Novelas da Tarde entre 14 de maio e 20 de julho de 1984, ás 14h00, em 48 capítulos sendo substituíndo Conflito e sendo substituída por A Ponte do Amor. 

## Trilha Sonora
01. ENCHANTMENT – Cesana & Orchestra (tema de abertura da novela Anjo Maldito)
02. IT`S IMPOSSIBLE – Robert Goulet
03. JUST THE TWO OF US – Jack Jones
04. ERES TU – Eydie Gormé
05. I´M ALWAYS CHASING RAINBOWS – Tony Martin
06. EVERGREEN – The Letterman
07. NEW YORK, NEW YORK – Steve Lawrence (tema da novela Anjo Maldito)
08. WINDMILLS OF YOU MIND – Vic Damone
09. THE RIVER´S TOO WIDE – Sammy Davis Jr.
10. CAN YOU READ MY MIND – Shirley Bassey
11. COME CLOSER TO ME (ASTRIGNETE A ME) – Fred Bongusto
12. RED ROSES FOR A BLUE LADY – The Magnetic Sounds (tema de abertura da novela Razão de Viver)

Seleção de repertório: Toninho Paladino
Sonoplastia: Pedro Jacinto
A novela não teve trilha sonora lançada comercialmente. Os temas usados na história eram de uma seleção de músicas gravadas no LP Applause, lançado pela Copacabana Discos.